# ابن العدیم
عمر بن احمد حلبی شهرت‌یافته به ابن العدیم (۱۱۹۲-۱۲۶۲م) فقیه، محدث، تاریخ‌نگار و زندگی‌نامه‌نویس برجستهٔ شامی در نیمهٔ اول سدهٔ هفتم هجری بود.

## زندگی
نسب کامل او «کمال‌الدین ابوالقاسم عمر بن احمد بن هبة الله بن أبی جرادة العُقیلی الحلبی» ذکر شده که با نام «ابن العدیم» شناخته شد. خاستگاه خانوادگی‌اش بصره بود و در دسامبر ۱۱۹۲/ ذی الحجه ۵۸۸ق در حلب زاده شد. نخست از پدرش و عمویش دانش آموخت، نزد کندی در بغداد درس آموخت و به قدس، حجاز و عراق سفر کرد. در حلب، به مدرسی، قضاوت و فتوا رسید و وزیر گشت. هنگام محاصرهٔ حلب از سوی امپراتوری مغولان در ۸ صفر ۶۵۸ق به قاهره گریخت؛ اما به‌زودی برگشت چرا که هولاکو او را به قضاوت شام گماشت. ابن العدیم در ۲۸ مه ۱۲۶۲/ ۲۹ جمادی‌الثانی ۶۶۰ق در قاهره درگذشت.

## آثار
- بُغیة الطَلَب فی تاریخ حَلَب
- زُبدة الحَلَبِ فی حلب
- الدَراری فی ذکر الذَراری
- الوسیلة الی الحبیب فی ذکر الطیِّبات و الطیب
- بلوغ الآمال مما هوی الکمال
- الإنصاف و التحرّی فی دفع الظُلم و التجرّی عن أبی العلاء المعرّی
- الأخبار المستفادة فی ذکر بنی جرادة
- کتاب فی الخط و علومه و آدابه و وصف ضروبه و أقلامه.